# Borso de Este
Borso de Este, (Ferrara, Italia, 24 de agosto de 1413 - ibíd., 20 de agosto de 1471) fue Duque de Ferrara, Módena y Reggio desde 1450 a 1471.

## Biografía
Es conocido por haber encargado la redacción de la Biblia de Borso de Este. Tercer hijo ilegítimo de la relación de Nicolás III de Este y Stella de Tolomei. Hermano menor de Leonelo de Este, de quien heredó el Marquesado de Ferrara el 1 de octubre de 1450 y hermano mayor de  Hércules I de Este, a quien le dejó el Ducado de Ferrara ya que nunca se casó y no tuvo descendencia. El papa Nicolás V aprobó su nombramiento como marqués. Fue investido como señor imperial de Módena y Reggio por Federico III de Habsburgo en 1452. El 12 de abril de 1471, fue investido como Duque de Ferrara por el Papa Pablo II en la Basílica de San Pedro.

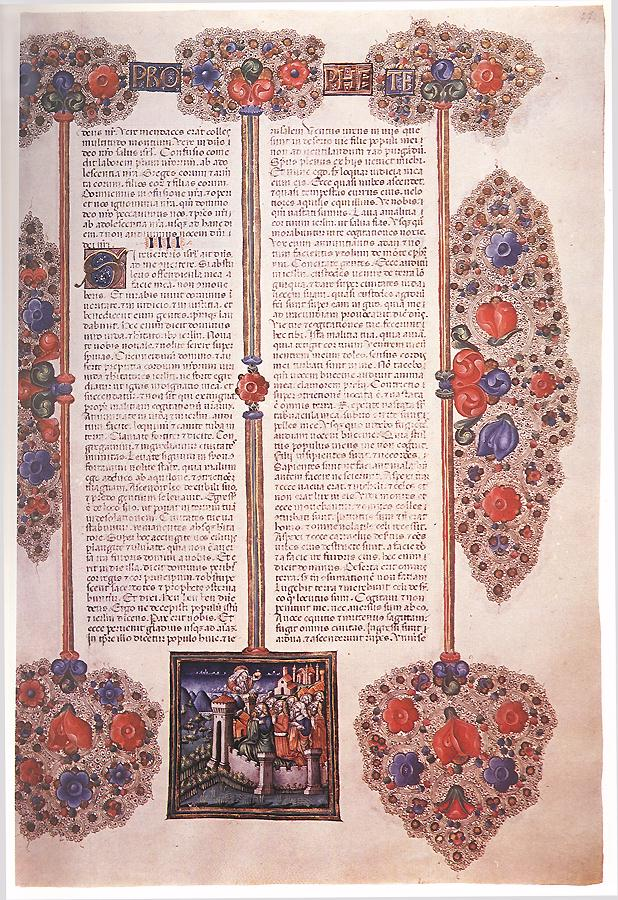
Una página de la Biblia de Borso d'Este.

Borso siguió una política expansionista para su estado y una de ennoblecimiento para su familia. Por lo general, estaba aliado con la República de Venecia y enemigo tanto de Francesco I Sforza como de la familia Medici . Estas rivalidades llevaron a la indecisa batalla de Molinella . En general, sus súbditos lo apreciaban.Una causa de agravio fue su proyecto de construir una montaña desde cero en 1471, una locura que luego se vio obligado a abandonar.
La corte de Borso fue el centro de la llamada escuela de pintura ferrarese , cuyos miembros incluyen a Francesco del Cossa , Ercole dei Roberti y Cosimo Tura . Su encargo más importante durante el gobierno de Borso fueron los frescos en el Palazzo Schifanoia y la Biblia Borso D'Este . También protegió a numerosos músicos, entre ellos Pietrobono del Chitarrino, Niccolò Todesco y Blasio Montolino.
Hombre de poca educación (a diferencia de su hermano Leonello), tenía una visión pragmática de las artes como una poderosa herramienta de propaganda para promover sus ambiciones políticas proyectando una imagen de magnificencia personal .  Le gustaba presentarse a sí mismo como un gobernante ideal, como por ejemplo en los frescos del Palazzo Schifanoia.  Su imagen tradicional como un magnánimo mecenas de las artes, como más tarde proclamó en el poema Orlando Furioso de Ludovico Ariosto , es también una representación idealizada.  Aunque gastaba extravagantemente en cultura y espectáculo para promover su imagen política, estaba lejos de ser generoso con los artistas que patrocinaba., a quien no consideró digno de ninguna consideración especial.  Un ejemplo notorio de esta actitud fue su trato miserable de Cossa, quien en consecuencia abandonó Ferrara por Bolonia . Su Biblia personal (encargada en 1455) es uno de los manuscritos iluminados más magníficos de la Italia del Renacimiento y una obra de arte fabulosamente costosa;  sin embargo, su principal iluminador, Taddeo Crivelli parece haber empeñado partes de otros manuscritos en los que estaba trabajando para aliviar la inestabilidad financiera.
Borso nunca se casó y no dejó herederos. Su sucesor fue su medio hermano Ercole I d'Este .